# 嗇色園主辦可銘學校
嗇色園主辦可銘學校（英語：Ho Ming Primary School (Sponsored by Sik Sik Yuen)），為香港元朗區一所津貼小學，其前身為創於1970年的嗇色園主辦可正學校，於1992年自觀塘油塘邨遷入天水圍及改為現名，再於2006年遷入現址。

## 歷史
此校前身為「嗇色園主辦可正學校」，為嗇色園開辦的第一所津貼小學，於1969年獲分配觀塘油塘邨的一所「火柴盒」小學，並於1970年開辦，分為上、下午校；其後，因屋邨學童減少，此校於1980年已需縮班，並錄取特教生，九年後首次實行全日制。
因油塘邨需按整體重建計劃拆卸，原校需於1992年停辦。適逢嗇色園獲批一所天水圍的小學校舍，可正學校於同年事實上遷入，並改為現名及恢復半日制，下午校則於兩年後恢復運作；至於原有學生，須轉至觀塘區其他小學就讀。
由於重置校舍不足以將上、下午校再合併為全日制小學，此校於2002年申請現址較細校舍分拆下午校，並獲批准。但在校舍施工期間，由於天水圍小學學額需求驟降，此校亦被迫再度縮班，遂決定於2006年遷入上述校舍，並將上、下午校合併。至此，此校在相隔14年後再次實行全日制，並維持至今。

## 校舍

### 天柏路第三代校舍
現存校舍為一座後千禧校舍，佔地4,700平方米，設24間課室及各種特別室。
校舍工程與同區香港青年協會李兆基書院及萬鈞伯裘書院工程綑綁，皆由安保工程承建，2004年9月動工，至2006年啟用，但僅限應屆小一至小五遷入。

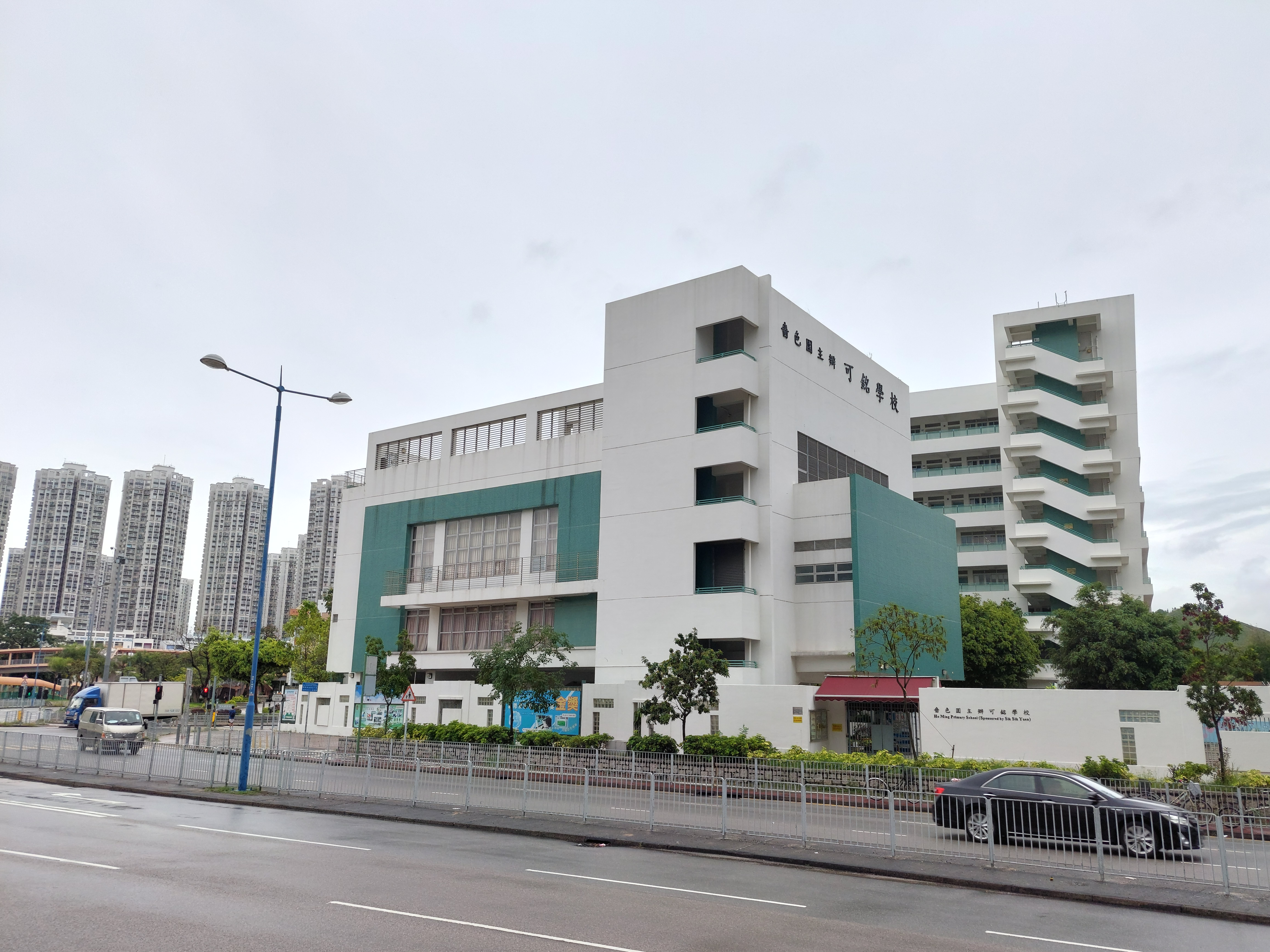
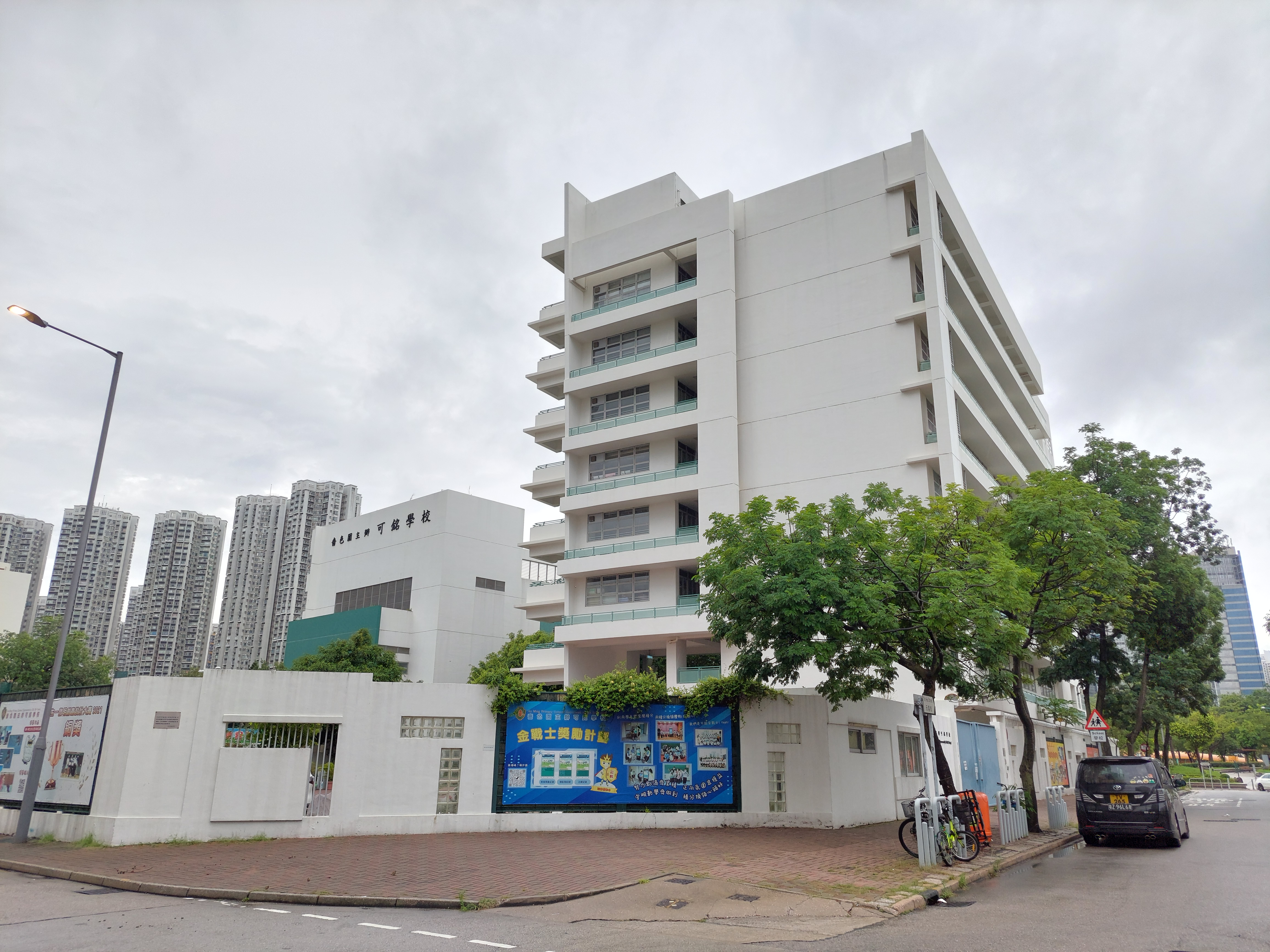
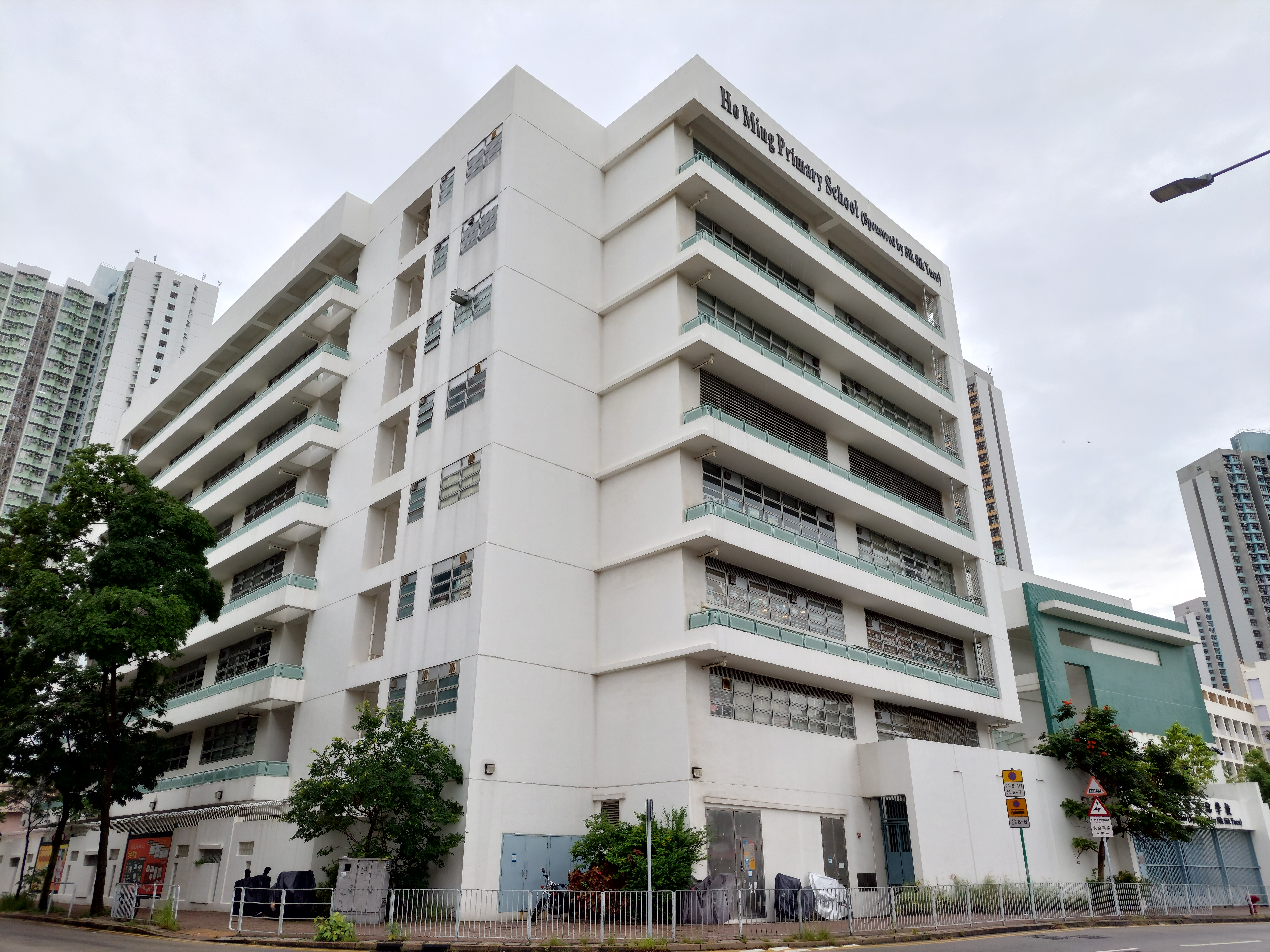

### 天水圍第二代校舍
此校第二代校舍位於天河路11號，為一座1988年版小學靈活式校舍，設30間課室及各種特別室，在放棄校舍前曾按「校園改善計劃」進行擴建。
因此校決定遷入原先用作分拆的校舍，原有校舍於2007年上午校最後一屆小六畢業後停用，並於其後經教育局移交職業訓練局，成為青年學院天水圍分校。

### 油塘邨第一代校舍
原校第一代校舍為一座「火柴盒」小學，設有24間課室及少量特別室，毗鄰油塘邨第22-24座及邨內球場。
隨著校舍於1992年遷往天水圍，原有校舍交還予房屋署，並於翌年連同上述樓宇一併拆卸。原址於2000年完成重建，現為同一屋邨貴塘樓對出遊樂場。

## 歷任行政人員

### 校監
- 陳立 先生（1970年-？，創校校監）
- 盧炯年 先生[12]
- 陳進傍 先生（？-1992年，舊校舍末任校監）
- 伍永根 先生（1991年-？，新校舍首任校監）
- 梁錦和 先生（現任校監）

### 校長

#### 上午校
- 黎鐵瑛 女士（1970年-？，創校校長，兼下午校校長）[13]
- 馬志強 議員（？-1989年[12]、1992年-2001年）[14]
- 王玉麟 先生（2001年-2007年，末任上午校校長；由下午校調任，並過渡至全日制）[15]

#### 下午校
- 黎鐵瑛 女士（1970年-？，創校校長，兼上午校校長）
- 易燊培 先生[12]（？-1989年）
- 王玉麟 先生[16]（？-2001年，後調至上午校）
- 李國華 先生（2001年-2003年，由東華三院高可寧紀念小學轉職）[15]
- 梁便勝 先生（2003年-2004年）[17]
- 莊愛玲 女士（2004年-2006年，下午校末任校長，後調至同系可立小學）[18]

#### 全日
- 馬志強 議員（1989年-1992年，全日制首任校長）
- 王玉麟 先生（2007年-2009年；後轉職至鐘聲學校）
- 吳子雷 先生（2009年-？；由北角街坊會陳維周夫人紀念學校轉職）[19]
- 陳煥璋 女士（？-2020年）[20]
- 譚鳳婷 女士（2020年起，現任校長）

## 註解
1. ↑  2024/25學年[1]
2. ↑  2022/23學年[2]

## 外部連結
- 嗇色園主辦可銘學校官方網站